# Aloeides lutescens
Aloeides lutescens är en fjärilsart som beskrevs av Tite och Dickson 1968. Aloeides lutescens ingår i släktet Aloeides och familjen juvelvingar. IUCN kategoriserar arten globalt som sårbar. Inga underarter finns listade i Catalogue of Life.